# Christian Rubio Sivodedov
Christian Rubio Sivodedov (* 7. November 1997 in Sundsvall) ist ein schwedischer Fußballspieler. Sein Vater stammt aus Kuba, seine Mutter aus Russland. Rubio Sivodedov spielt überwiegend im defensiven Mittelfeld.

## Vereinskarriere

### Djurgårdens IF
Rubio Sivodedov begann seine Karriere bei Djurgårdens IF, wo er ab 2004 die Jugendabteilung durchlief. Er debütierte während der Saison 2014 in der Allsvenskan. Insgesamt schaffte er es zu sechs Ligaeinsätzen und bestritt weitere vier Partien in diversen Testspielen. Parallel zu seinen Profieinsätzen, spielte er auch in der Kaderplanung der U21 und U19 eine Rolle.

### FC Schalke 04
Im Januar 2015 wechselte er in das Nachwuchsleistungszentrum des FC Schalke 04, wo er zunächst bei der U19-Mannschaft zum Einsatz kam. Er unterschrieb einen bis zum 30. Juni 2018 gültigen Vertrag. In der Hinrunde der Saison 2016/17 gehörte er zum Kader der zweiten Mannschaft und kam bei zwei Spielen in der Regionalliga West zum Einsatz.

### Strømsgodset IF & GIF Sundsvall
Im Januar 2017 wechselte er zum Strømsgodset IF, wo er einen Zweijahresvertrag unterschrieben hat.
Im März 2018 wurde er auf Leihbasis zum schwedischen Erstligisten GIF Sundsvall abgegeben (Leihe bis 31. Juli 2018). Nach dem Ablauf der Leihe wurde der Wechsel fest; er spielte weitere drei Ligapartien für Sundsvall.

### Akropolis IF
Sivodedov wechselte dann im April 2019 zu Akropolis IF in die schwedische Superettan, nachdem ein Probetraining bei IFK Göteborg erfolglos blieb.

### Norrby IF
Am 20. Januar 2022 unterschrieb er einen Zwei-Jahres-Vertrag bei Norrby IF. Ende Juli 2023 löste Norrby seinen Vertrag auf. Seitdem ist er vereinslos.

## Nationalmannschaft
Rubio Sivodedov debütierte 2012 für die U-17 Schwedens. Insgesamt bestritt er sieben Spiele für die Juniorenauswahl Schwedens, wobei er ein Tor erzielen konnte. Aufgrund starker Leistungen und seinem Status als Profispieler in Schwedens höchster Liga wurde er 2014 in den Kader der U-19 berufen, für die er zehn Spiele bestritt.

## Spielweise
Rubio Sivodedov spielt auf der Position des Sechser und „gilt als eines der größten schwedischen Talente, das auf dem gesamten europäischen Markt sehr gefragt ist“. Der 1,76 Meter große Schwede gilt als technisch starker und sehr intelligenter Fußballspieler, da er taktisch hoch geschult ist.